# کالیگرافیسم

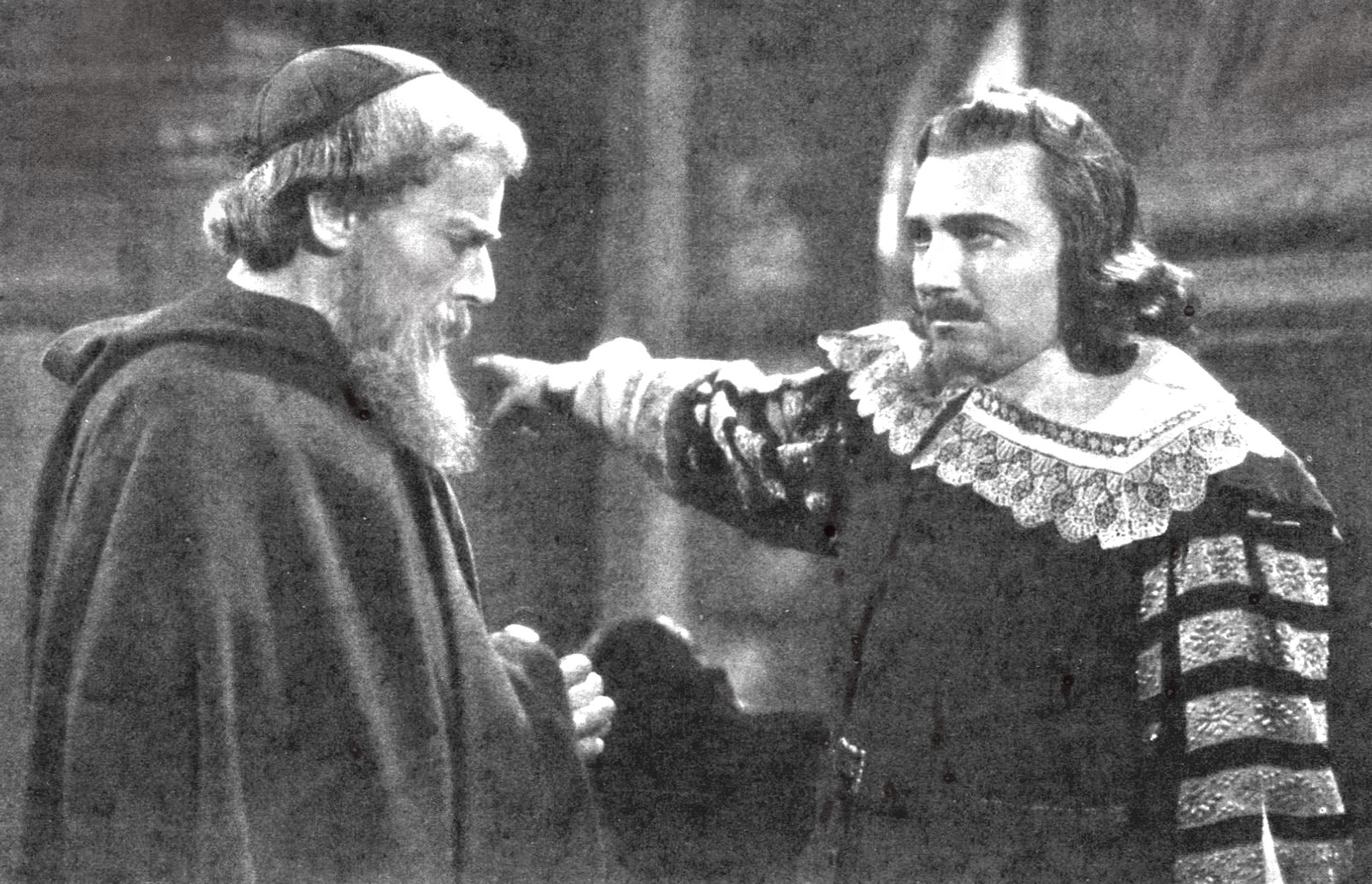
نامزدشده توسط ماریو کامرینی (۱۹۴۱)

کالیگرافیسم (ایتالیایی: Calligrafismo؛ تلفظ [kalligraˈfizmo]، "caligraphism») یک سبک ایتالیایی از فیلم‌سازی است که مربوط به برخی از فیلم‌هایی است که در نیمه اول دهه ۱۹۴۰ در ایتالیا ساخته شده و دارای پیچیدگی بیانی است که آنها را از بافت کلی جدا می‌کند. این جنبش در سینمای دوران موسولینی بود. کالیگرافیسم در تضاد شدید با کمدی‌های سبک تلفنی بیانچی آمریکایی است و نسبتاً هنرمندانه، بسیار فرمالیستی، از نظر پیچیدگی اکسپرسیونیسم است و عمدتاً به مواد ادبی معاصر، و بالاتر از همه آثار واقع‌گرایانه ایتالیایی از نویسندگانی مانند کورادو آلوارو، انیو فلائیانو، امیلیو چکی، فرانچسکو پازینتی، ویتالیانو برانکاتی، و اومبرتو باربارو می‌پردازد.
در این دوران دیکتاتوری موسولینی استبدادی شدید و انعطاف‌ناپذیر را در ادبیات و هنر به پا ساخته بود. سینما و هنرها مرزهای ممنوعی داشتند و پا فراتر نهادن از این مرزها عواقب نامشخصی را برای هنرمند به همراه می‌آورد. از این رو برخی فیلمسازان تصمیم گرفتند که به هنرهای غیرسیاسی و به شدت تزئینی روی آورند.
جوزبه دسانتیس این افراد را موسوم به جنبش کالیگرافیسم دانست. این مسئله اشاره به گرایش این فیلمسازان به شکلی تزئینی در سینما دارد. خصلتی که سینما را به خطاطی و هنرهای تزئینی نزدیک می‌کند. رناتو کاستلانی و آلبرتو لاتوادا از پیشگامان این جنبش بودند. بیشتر کارهای کالیگرافیست‌ها اقتباس از آثار ادبی بود. یکی از مهم‌ترین آثار این جنبش خیابان پنج ماه ساخته لوئیجی کیارینی بود.

## فیلمسازان مهم
- رناتو کاستلانی
- آلبرتو لاتوادا
- لوئیجی کیارینی
- ماریو سولداتی

## فهرست منابع
- کمالی‌نیا، فرزین، جنبش‌ها و سبک‌های سینمایی، انتشارات نگاره‌پرداز صبا، ۱۳۷۸
- مشارکت‌کنندگان ویکی‌پدیا. «Calligrafismo». در دانشنامهٔ ویکی‌پدیای انگلیسی، بازبینی‌شده در ۴ مارس ۲۰۲۴.